# ويليام بيكر (لاعب كرة قاعدة)
ويليام بيكر (بالإنجليزية: William Baker)‏ هو لاعب كرة قاعدة أمريكي، ولد في 1866، وتوفي في 4 ديسمبر 1930.